# Frank Baumann
Frank Baumann (Wurtzburgo, 29 de Outubro de 1975)  é um ex-futebolista alemão que jogava de meio-campista pelo 1. FC Nürnberg e SV Werder Bremen.

## Carreira

### Clubes
Baumann iniciou sua carreira jogando pelo 1. FC Nürnberg em 1994 como jogador defensivo. Em 1999 se transferiu para o Werder Bremen onde ficou até encerrar a sua carreira depois de 10 anos no clube alemão no dia 31 de maio de 2009 num jogo contra o Bayer Leverkusen.

### Seleção Alemã
Até Março de 2005 Baumann jogou  28 pela seleção alemã, marcando dois gols. Sua estreia na seleção alemã foi na vitória por 1-0 sobre a seleção da Noruega em Oslo, 14 de Novembro de 1999. Baumann fez parte da seleção vice-campeã mundial em 2002 e jogou na Euro 2004.

## Títulos
Werder Bremen
- Campeonato Alemão: 2004
- Copa da Alemanha: 2004, 2009
- Copa da Liga Alemã: 2006